# Kovács János (plébános, 1833–1898)
Kovács János (Vajszló, 1833. november 21. – Vokány, 1898. július 28.) római katolikus plébános.

## Élete
Góczán János, kisasszonyfai plébános gondnoksága alatt nevelkedett; később fölvétetett a pécsi árvák intézetébe, ahonnét nyolc évvel később a teológiai szemináriumba került. 1858. július 6-án miséspappá szentelték fel; segédlelkész volt Abaligeten, Berkesden, Rácpetrén, Szekcsőn, Himesházán és Bölcskén összesen 11 évig; utóbbi helyen főnöke elhalálozása után 1869. június 13-án plébánosnak nevezték ki, itt mint kerületi esperes is működött.

## Munkája
- Szentbeszéd a szent-andrási kápolna fölszentelése alkalmából. Pécs, 1885.